# 貝多芬未緣曲
《快樂頌》（英語：Copying Beethoven），關於樂聖貝多芬的虛構傳記電影，描寫他晚年創作《第九交響曲》時的遭遇。本片由波蘭導演安格妮茲卡·賀蘭執導，兩位編劇兼任製片，2006年11月10日由米高梅公司發行上映，於2007年4月30日發行DVD。

## 劇情概要
1824年，樂聖貝多芬正在趕工完成新作。這些年來，他孤家寡人，飽受感情創傷，耳疾折磨，距離上次創作出受眾人激賞的作品已有年月。在作品完成的最後階段，貝多芬的御用抄譜員不幸病入膏肓，缺少深通樂理的抄譜員，演奏時樂團勢將無譜可奏。安娜是音樂學院推薦的女抄譜員，胸懷大志，希望藉由這次機會讓貝多芬品評她的創作。脾性狂躁的貝多芬起初懷疑女子能否有才擔此大任，在隨後的相處中，他不只慢慢依賴安娜的幫助，還對安娜產生好感，到最後，安娜成為貝多芬生命中不可忽視的存在，開啟了他心底的那扇門窗。

## 角色介紹
- 路德维希·范·贝多芬，由艾德·哈里斯飾演，性格狂躁，直言不諱，終生未婚，晚年將全副心思寄託在姪子卡爾身上，一心希望姪子能接替衣缽，後來卡爾背離伯伯棄琴從戎，對貝多芬造成了很大的打擊。
- 安娜·霍茲（Anna Holtz），由黛安·克魯格（Diane Kruger）飾演，音樂學院推薦給貝多芬的抄譜員，才華洋溢，有一位建築師情人，仰慕貝多芬的才華，希望藉由這次機會也能讓大師品評她的作品。
- 馬丁·鮑爾（Martin Bauer），由馬修·古德（Matthew Goode）飾演，青年建築師，安娜的情人，參與多瑙河橋樑設計，希望藉此受到重視，事業飛黃騰達。
- 卡爾·凡·贝多芬（Karl van Beethoven），由喬·安德森（Joe Anderson）飾演，貝多芬的姪子，父親死後由伯伯爭得監護權，貝多芬對他的音樂事業寄望甚高，但是他對音樂卻興趣缺缺，好賭成性，整天向伯父伸手要錢。

## 幕後花絮

### 角色塑造
劇中飾演貝多芬的演員艾德·哈里斯曾經四度提名奧斯卡金像獎，他事前做足準備工作，花了數個月的時間練習鋼琴和小提琴，學習樂團指揮，並且大量閱讀了跟貝多芬有關的書籍，哈里斯受訪時指出，這都是為了「試著從精神與智力層面瞭解貝多芬的音樂才能來自何處」。為了讓哈里斯看來更有大師風範，服裝設計潔妮特敏（Jany Temime）特別著重於「帶著不羈的瀟灑，我要他看起像一位老邁的流行樂手──品味優雅依舊，卻已超脫外界看法。」
在史實裡，抄譜員一共有兩位，並且清一色都是男性。抄譜員一旦錯抄曲譜，就會被貝多芬嚴詞責罵。編劇史蒂芬·瑞凡（Stephen J. Rivele）指出安娜一角是這兩位為貝多芬長期抄寫曲譜的奧地利音樂學生的綜合體。另一位編劇克里斯多福·維金森（Christopher Wilkinson）則從深受貝多芬影響的法國女作曲家蘿倫·菲瑞絲（Lorenc Ferenz）身上獲得靈感，有一件關於貝多芬的軼事也被他加入劇情：「我剛開始研究時，讀到一則讓我很驚訝的有名軼事，有位女性在貝多芬指揮《第九交響曲》的尾章時，提醒他轉身接受觀眾的如雷掌聲。」。這一點與貝多芬交好，並為他作傳的安東·辛德勒（Anton Schindler）也曾記載：「...表演結束後，觀眾爆出熱烈掌聲，而他仍背對著他們站著，後來是卡洛琳·恩格（Caroline Unger，次女高音）想到要把大師的身子轉過來面向觀眾。」
導演安格妮茲卡·賀蘭在取得必要的藝術授權（Artistic licence）後，試圖在劇本對白裡還原貝多芬自傳的內容，「劇本喚起悲慘與詼諧兼具的共鳴，就像他對歷史所產生的影響。同時也道出他如何改寫當時對天才的刻板印象，也改變了作曲家與社會的關係。」

### 樂團演出
劇中的重頭戲，莫過於長達10分鐘的《第九交響曲》首演片段。1824年5月7日《第九交響曲》配合《莊嚴彌撒》在維也納的康頓劇院（Kärtnerthor-Theater）演出，獲得空前成功。劇組在匈牙利的考托納劇院模擬這幕場景，樂團由當地的凱奇凱梅特交響樂團和合唱團支援演出，初學乍練的哈里斯和樂團表演時相當專心，「在拍攝終曲前的某個段落，導演已經喊卡，但是我們卻停不下來，我一直指揮，交響樂團也持續演奏，直到結束。整座劇院後來爆出如雷掌聲，當時真的很令我心滿意足。」，拍攝時劇院內部擺了600支蠟燭，需要8名「蠟燭管理員」在每個鏡頭間快速點燃或熄滅蠟燭。

拍攝現場樂團雖然實際演奏，但是電影裡的音樂其實是使用了1996年伯纳德·海廷克指揮知名的阿姆斯特丹皇家大會堂管弦樂團（Royal Concertgebouw Orchestra）的福茂錄音版本。

### 其它不合史實的地方
1. 電影背景設定在1824年貝多芬創作《第九交響曲》期間，影片中貝多芬為耳疾所苦，但是只要說話大聲一點他就聽得見。實際上貝多芬早在1817年就完全失去聽力，創作《第九交響曲》時他已經全聾。
2. 影片裡貝多芬曾提及《月光奏鳴曲》，實際上貝多芬的第十四號鋼琴奏鳴曲直到他過世多年以後才定名《月光奏鳴曲》。
3. 在影片裡，貝多芬堅持親自上場指揮《第九交響曲》的首演。實際上當時貝多芬已經全聾，所以他只是現身指揮台，不實際指揮，皇家劇場經理約瑟夫·宋萊特納（德语：Joseph Sonnleithner）（Joseph Ferdinand von Sonnleithner）這麼形容：「貝多芬本人站在樂隊前面，但實際上樂隊全看烏姆勞夫（Michael Umlauf）指揮，烏姆勞夫打拍子，休帕契赫則為首席小提琴手。」[6]，貝多芬的最後一次實際演出是1811年的第五號鋼琴協奏曲《皇帝》[7]。

## 外部連結
- 官方網站
- 互联网电影数据库（IMDb）上的资料（英文）